# OCHIホールディングス
OCHIホールディングス株式会社（英文社名：OCHI HOLDINGS CO.,LTD）は、福岡県福岡市中央区に本社を置く住宅建材商社。

## 沿革
- 2010年（平成22年）5月21日 - 越智産業の取締役会において、越智産業の単独株式移転による持株会社「OCHIホールディングス株式会社」の設立を内容とする「株式移転計画」の内容を決議
- 2010年（平成22年）6月29日 - 越智産業の定時株主総会において、単独株式移転の方法により当社を設立し、越智産業がその完全子会社となることについての決議
- 2010年（平成22年）10月1日 - 越智産業の株式移転により設立。普通株式を福岡証券取引所に上場。
- 2011年（平成23年）1月 - 会社分割により越智産業の子会社管理業務（建材事業除く）を当社に移転。
- 2013年（平成25年）11月25日 - 東京証券取引所第二部に上場。
- 2014年（平成26年）11月25日 - 東京証券取引所第一部に市場変更[1]。
- 2023年（令和5年）10月20日 - 東京証券取引所における市場区分をスタンダード市場へ変更。

## グループ会社

### 建築事業
- 越智産業株式会社
- 株式会社ホームコア
- 株式会社トーソー
- 丸共建材株式会社
- 株式会社ウエストハウザー
- 株式会社ソーケン
- 坂口建材株式会社
- 株式会社丸滝
- 株式会社タケモク
- 丸光トーヨー株式会社
- TRESSA株式会社

### 環境アメニティ事業
- 株式会社松井
- 太陽産業株式会社
- 寺田株式会社

### 加工事業
- 西日本フレーミング株式会社
- ヨドプレ株式会社
- 愛媛プレカット 株式会社

### エンジニアリング事業
- DS TOKAI株式会社
- 株式会社アイエムテック
- 長豊建設株式会社
- 日本調査株式会社
- 芳賀屋建設株式会社

### その他事業
- 太平商工株式会社